# Ричард ле Гоз
Ричард ле Гоз (фр. Richard le Goz; умер после 1082) — нормандский барон, виконт Авранша приблизительно с 1047 года, сын виконта Турстана. Участник нормандского завоевания Англии.

## Биография
Ричард происходил из нормандского рода, который был основан неким Ансфридом, имевшим, по утверждению Гильома Жюмьежского, датские корни. Отец Ричарда, Турстан, упоминается в 1017—1047 годах. За участие в 1047 году в восстании Ги де Бриона против герцога Вильгельма II (будущего короля Англии Вильгельма I Завоевателя) он был изгнан из Нормандии.
В источниках не упоминается, когда именно Ричард получил Авранш от герцога Вильгельма. По одной версии, это произошло около 1047 года, по другой — в 1055 или 1056 году, после изгнания Гильома Герлана. Имя Ричарда впервые упоминается в уставе герцога Вильгельма II о пожертвовании аббатству Мон-Сен-Мишель, датированном около 1047 года. В 1055—1064 годах Ричард засвидетельствовал ещё несколько хартий Вильгельма о дарениях аббатствам Жюмьеж, Сен-Флоран-де-Сомюр и Мармутье.
Земельные владения, которыми обладал Ричард, располагались в Авраншене в западной части Нормандского герцогства на полуострове Котантен. Известно, что Ричард ле Гоз владел большим имением в Авранше, а также, по некоторым сведениям, ему принадлежало также Крюлли. Авранш считался одним из крупнейших виконтств в Нормандии. Располагались между Бретанью и побережьем, наряду с Контантеном и Бессеном Авранш имел важное стратегическое значение. Кроме того, герцоги Нормандии доверяли своим виконтам охрану герцогских крепостей. Так Ричард ле Гоз отвечал за замок Сен-Джеймс-де-Бюврон, построенный герцогом Вильгельмом во время подготовки войны с Бретанью
«Хроника Нормандии», базирующаяся на «Романе о Роллоне» Васа, в числе участников завоевания Англии 1066 года указывает и Ричарда д’Авранша.
В 1069 году Ричард засвидетельствовал устав короля Вильгельма I. Также имя Ричарда присутствует в датированном 30 ноября 1074 года уставе о купле земли епископа Байё Одо. Между 1070 и 1079 годами король поручил Ричарду провести допрос жителей Кана во время тяжбы между Ральфом Тессоном и аббатством Сен-Этьен-де-Фонтене, а в 1076 году участвовал в суде, который вынес приговор, который осуждал Роберта Бертрама.
Ричард умер после 1082 года. Наследовал ему сын Гуго, который ещё в 1071 году получил от короля богатые владения в Англии, а также титул графа Честера.

## Брак и дети
Имя жены Ричарда в прижизненных источниках не упоминается. «The Complete Peerage» называет жену Ричарда Эммой, однако неизвестно, на каких документах это утверждение базируется. В манускрипте, содержащем записи церкви Святой Вербурги в Честере, сын Ричарда Гуго упоминается как племянник Вильгельма I Завоевателя. На основании этого сообщения появилась версия о том, что женой Ричарда была единоутробная сестра Вильгельма, дочь Герлевы и Эрлуина Контвильского, но других документов, подтверждающих эту версию, пока не обнаружено. В настоящее время предполагается, что указание на родство Гуго с Вильгельмом Завоевателем было добавлено, чтобы увеличить его статус и улучшить репутацию.
Другая версия о происхождении жены Ричарда основана на одном сообщении «Церковной истории» Ордерика Виталия, в котором Гуго д’Авраш назван двоюродным братом Роберта из Рудлана, сына Онфруа де Тульёля и Аделизы де Грантмесниль. Если семейные связи у Ордерика обозначены правильно, то женой Ричарда могла быть дочь Роберта де Грантмесниля.
У Ричарда известно несколько детей:
- Гуго д’Авранш (около 1047 — 27 июля 1101), 1-й граф Честер с 1071 года, виконт д’Авранш после 1082 года;
- Жильбер д’Авранш, сеньор де Марсе[К 1];
- Маргарита (Матильда) д’Авранш (умерла после 1089); муж: Ранульф де Бриксар (умер после 1089), виконт Бессена (Байё); их сын Ранульф ле Мешен унаследовал все владения Авраншей после смерти Ричарда д’Авранша, 2-го графа Честера[1];
- Элисенда д’Авранш; муж: Гильом (Вильгельм) II (умер после 1096), граф д’Э [1];
- Юдит д’Авранш; муж: Ришар де Л’Эйгл (умер 18 ноября 1085)[1].

## Комментарии
1. ↑  Он упоминается 1066—1070 годах среди благотворителей аббатства Сен-Север[9]. Кроме того, он до 1096/1120 года упоминается в актах приорства Сасе[10].